# La oveja negra (1987)
La oveja negra es una película venezolana dirigida por Román Chalbaud y estrenada en 1987. Es considerada como una de las grandes obras de su filmografía, una de las películas más importantes del cine LGBT+ en Venezuela, y una de las últimas películas de la Época de Oro del cine venezolano.Fue seleccionada en la sección La otra orilla del Festival de San Sebastián, en su edición número 40, en 1992.
En 2016 la película fue votada como una de las mejores 50 películas del cine venezolano en una encuesta hecha por la Cinemateca Nacional.

## Sinopsis
La película narra la vida de un grupo de ladrones y marginales que viven en un gran teatro abandonado de San Bernardino, en Caracas.El teatro regentado por la temible Nigua (Eva Blanco), funciona como una burbuja o un universo paralelo, a medio camino entre la utopía y la distopía. La policía utilizará todos sus recursos para transgredir su espacio, pero una y otra vez fracasará en sus intentos.
Es una obra que da una visibilidad a personas LGBT+ que no era común en el cine venezolano, pues no se limita a la parodia o a la tragedia.En la película aparecen travestis, un hombre trans y sobre todo Hermes, hijo de la Nigua, matriarca de la banda, que se enamora de forma no correspondida de Evelio, el protagonista.

## Reparto
- Eva Blanco: La Nigua
- Arturo Calderón: Esotérico
- Zamira Segura: Sagrario
- Javier Zapata: Evelio
- Carlos Montilla: Jairo
- José Manuel Ascensao: Hermes
- Freddy Pereira
- Armando Gota
- Bertha Moncayo
- Gonzalo Camacho
- Orangel Delfín
- Conchita Obach